# Contea di Yongde
La contea di Yongde (永德县S, Yǒngdé XiànP) è una contea della Cina, situata nella provincia di Yunnan e amministrata dalla prefettura di Lincang.